# Sluzava korenka
Sluzava korenka (lat. Mucidela mucida ili njen poznatiji sinonim lat. Oudemansiella mucida), poznata i pod nazivom porcelanska gljiva i ledenjača zbog karakterističnog izgleda (čisto bele boje). Gljiva je koja pripada familiji Physalacriaceae. Široko je rasprostranjena i česta vrsta u Evropi. Raste na otpalom drvnom materijalu, naročito je vezana za bukvu. Javlja se u buketima tokom leta i jeseni. 

## Opis plodnog tela
Klobuk je u prečniku od 2 - 10 cm, čiste bele boje ili boje slonovače, pomalo providan. Sredina je ponekad okerasta. Oblik kod mlađih primeraka je poluloptast, zaobljen, zatim ispupčen i najzad ravan. Vlažna površina klobuka je glatka i veoma sluzava i lepljiva, usled velike količine glutena. Suva površina je svilenkasta ali bez sjaja. Rub je oštar i  naboran, izbrazdan. 
Listići su beli, trbušasti, vijugavi, retki, veoma razmaknuti, slobodni i pravo do uleglo prirasli. 
Drška je tanka i visoka (8×1 cm), valjkastog oblika, puna, uzdužno vlaknasta, pri vrhu rebrasta, bele boje i veoma sluzava. Poseduje čašičasti prsten koji je sa gornje strane beo, a sa donje braonkast kao i baza drške. Baza drške je bainasto do gomoljasto zadebljala, nasađena na drvenu podlogu.
Meso je tanko, elastično, beličasto. Bez karakterističnog mirisa i blagog ukusa.

## Mikroskopija
Spore su okruglaste do jajaste, glatke. Veličine 12—19×12—16 µm. Otisak spora je beo.

## Stanište
Raste od kasno proleća do kasne jeseni i početka zime, gotovo isključivo na bukvi - na panjevima i njenim polegnutim i uspravnim stablima, granama i na čokanjima. Neretko se mogu naći i na visokim izumrlim granama.

## Jestivost
Jestiva ali male vrednosti. Smatra se jestivom vrstom ukoliko joj se oguli kožica (visoka koncentracija glutena), ali i dalje lošeg kvaliteta. Ne postoji opasnost od zamene sa otrovnim vrstama gljiva.

## Literatura
- Flik, M. (2017). Koja je ovo gljiva? prepoznavanje, sakupljanje, upotreba. Beograd: Edicija doo.
- Božac (2008). Enciklopedija gljiva. Zagreb: Školska knjiga.

## Spoljašnje veze
Медији везани за чланак Sluzava korenka на Викимедијиној остави